# Ford Popular
El Ford Popular (también llamado Ford Pop) fue un automóvil fabricado por Ford en Reino Unido entre 1953 y 1962. Cuando fue lanzado, era el coche británico más barato de la época. Popular fue usado por Ford también para el modelo Y Type de los años 30. Posteriormente fue usado para hacer los modelos básicos Escort y Fiesta.